# فریگیت کلاس آلپینو
فریگیت کلاس آلپینو (به انگلیسی: Alpino-class frigate) یک کلاس از کشتی است که طول آن ۱۱۳٫۳۰ متر (۳۷۱ فوت ۹ اینچ) می‌باشد.